# Leptolalax kecil
Leptolalax kecil é uma espécie de anfíbio anuros da família Megophryidae. Está presente em Malásia. A UICN classificou-a como vulnerável.